# Nadia Murad
Nadia Murad Basee Taha (em curdo: Nadiye Murad / نادیە موراد بەسێ تەھا،; romaniz.: Nadiye Murad Besê Taha; em árabe: نادية_مراد; n. Kocho, Distrito de Sinjar, 10 de março de 1993) é uma ativista de direitos humanos iazidi, ganhadora do Prêmio Nobel da Paz 2018, e desde setembro de 2016 a primeira Embaixadora da Boa Vontade para a Dignidade dos Sobreviventes de Tráfico Humano das Nações Unidas. Foi sequestrada pelo grupo terrorista Estado Islâmico do Iraque e do Levante (ISIS) em agosto de 2014.

## Biografia
Em agosto de 2014, então com 21 anos, era uma estudante que vivia na sua aldeia natal, Kocho, no Distrito de Sinjar, norte do Iraque, quando os combatentes do Estado Islâmico do Iraque e do Levante (ISIS) invadiram a comunidade e mataram 600 pessoas, incluindo seis de seus irmãos. Nadia foi uma das mais de 6 700 mulheres iazidis que foram aprisionadas durante o período que o ISIS dominou maior parte do território do Iraque. Ela foi mantida como escrava na cidade de Mossul, espancada, queimada com cigarros e estuprada diversas vezes em diversas tentativas de fuga. Em novembro de 2014, Nadia conseguiu escapar depois de uma pequena distração de seu captor, que deixou uma das portas de sua casa aberta. Ela foi levada por um vizinho da família, que conseguiu contrabandeá-la para fora da área controlada pelo ISIS, o que lhe permitiu chegar a um campo de refugiados em Dohuk, no norte do Iraque e, em seguida, conseguiu asilo político na Alemanha, vindo a morar na cidade de Stuttgart.
Em agosto de 2018, Murad ficou noiva do ativista de direitos humanos Abid Shamdeen.

## Honrarias
- 5 de janeiro de 2016: indicação ao Prêmio Nobel da Paz proposta do governo Iraquiano pelo ativismo.[13][14][15]
- 16 de setembro de 2016: Primeira Embaixadora da Boa Vontade para a Dignidade dos Sobreviventes de Tráfico Humano das Nações Unidas[8][16]
- 10 de outubro de 2016: Prêmio de Direitos Humanos Vaclav Havel do Conselho da Europa
- 27 de outubro de 2016: Prémio Sakharov para a Liberdade de Pensamento (com Lamiya Aji Bashar)[17][18][19]
- Venceu o Nobel da Paz em 2018, juntamente com o médico congolês Denis Mukwege[3]